# Paco Montalvo
Paco Montalvo (Córdoba, 19 de noviembre de 1992) es un músico clásico español y flamenco. Se trata del violinista más joven del siglo XXI que ha debutado en la sala principal del Carnegie Hall de Nueva York.

## Biografía
Creador y máximo representante a nivel mundial del violín flamenco. Desde pequeño se interesa por la música gracias al ambiente que hay en su casa, teniendo su primer contacto con un violín a muy temprana edad. Su padre fue su primer profesor y a los 5 años comenzó a estudiar con el maestro Yuri Petrossian y posteriormente con Nestor Eidler, pupilo de Szentgÿorgyi y David Oistrach. Con 6 años ofreció su primer recital y con 12 años debutó con la Orquesta Sinfónica de Radio Televisión Española en Madrid. Desde entonces amplió su formación en prestigiosas universidades de música como el Conservatorio Tchaikovsky de Moscú, Universidad Mozarteum de Salzburgo, Universidad de Carolina del Norte en Charlotte, Escuela Superior de Música Reina Sofía de Madrid, Fundación Barenboim-Said y Meadowmount School of Music de Nueva York. En marzo de 2014 Paco Montalvo fue incluido por Nestlé como uno de los 4 mejores violinistas del mundo en el siglo XXI.

## Carrera
Desde su debut con la Orquesta Sinfónica de Radio Televisión española a los 12 años comienza una prolífica carrera como concertista, actuando como solista con prestigiosas orquestas internacionales y ofreciendo conciertos en festivales y recitales en América, Asia, África y Europa. A la edad de 21 años ya había actuado en más de 30 países. Su carrera internacional está marcada por dos sobresalientes conciertos, el primero de ellos en Tel-Aviv junto a la Orquesta Sinfónica de la ópera de Israel cuando Montalvo tenía 17 años. Tal fue el éxito obtenido en este concierto que meses después recibió la propuesta que le llevaría a ser el violinista más joven del siglo XXI en debutar en la sala principal del mítico teatro neoyorquino, el Carnegie Hall. 

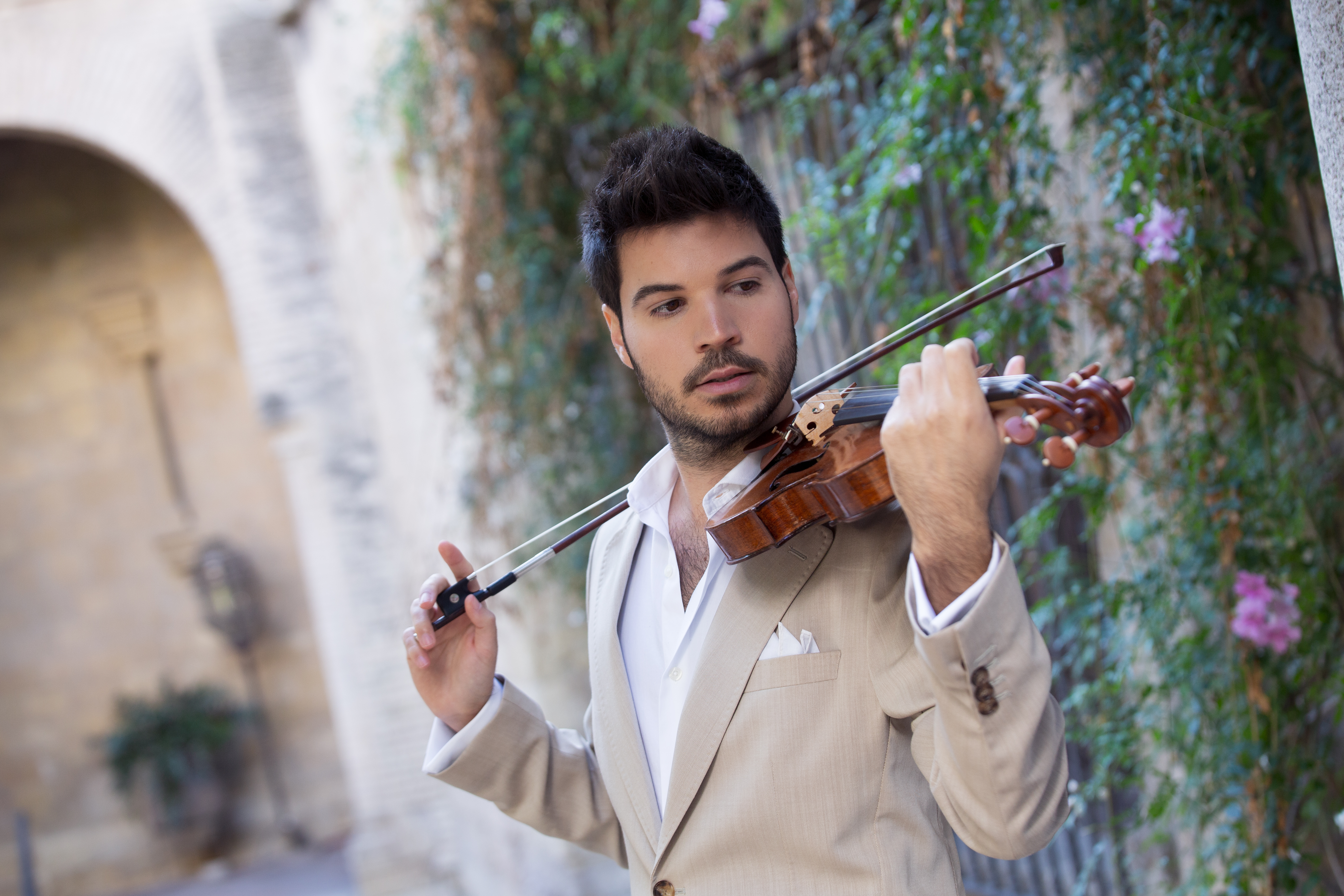
Paco Montalvo

El 21 de febrero de 2014, Paco Montalvo presenta por primera vez en escena la innovación musical por la que a día de hoy es reconocido y querido por el gran público: "El violín flamenco". Publica su primer disco Alma del violín flamenco y después de una intensa gira de más de 84 conciertos debuta en la Catedral del Cante flamenco. Por primera vez en la historia del Festival Internacional del Cante de las Minas de la Unión, un nuevo instrumento se hacía protagonista y voz principal del flamenco gracias a la innovación de Paco Montalvo. 
Desde entonces, Montalvo ha colaborado en conciertos y grabaciones con distintos artistas como Estrella Morente, India Martínez, El Pele, Argentina, Carles Benavent, entre otros.

## Exitoso debut en el Carnegie Hall de Nueva York
El 24 de abril de 2011 Paco Montalvo logró un hito histórico al debutar con gran éxito en el emblemático Carnegie Hall de Nueva York a la edad de 18 años. Acompañado por la Orquesta New England Symphonic y a las órdenes del director y compositor británico John Rutter, interpretó el Concierto para violín y orquesta no.1 de Nicolo Paganini. El dominio técnico del instrumento y su madurez interpretativa fueron destacados por la crítica norteamericana, que le calificó como un músico deslumbrante, "sus solos hicieron vibrar al público neoyorquino”, que premió al joven español con una gran ovación. Se trata del primer violinista del siglo XXI que a la edad de 18 años debuta en la sala principal Stern Auditorium/Perelman Stage de este mítico teatro, con una de las obras más representativas del gran repertorio violinístico.

## Discografía

### Álbumes de estudio
- 2015 - Alma del violín flamenco

Alma del violín flamenco entró en el Top 100 de álbumes más vendidos de iTunes logrando la posición número 11 en el mes de febrero de 2016. En agosto del mismo año consigue el puesto número 1 en ventas.
- 2017 - Corazón Flamenco

Corazón flamenco es el segundo álbum de estudio de Paco Montalvo. El disco publicado por Maralvo Music Spain el 17 de noviembre de 2017 entra en la lista de los álbumes más vendidos pocas horas después de su lanzamiento.
- 2020 - Leyenda

Leyenda es el tercer álbum de estudio de Paco Montalvo. Alejandro Sanz escribió sobre el disco: “El violín de Paco Montalvo es la voz de mi abuela cantándome coplas flamencas en la penumbra de la casa en Alcalá de los Gazules. Andalucía pura y profunda”  El disco publicado por Maralvo Music el 23 de octubre de 2020 ocupa las primeras posiciones en la lista de los álbumes más vendidos desde su lanzamiento. 

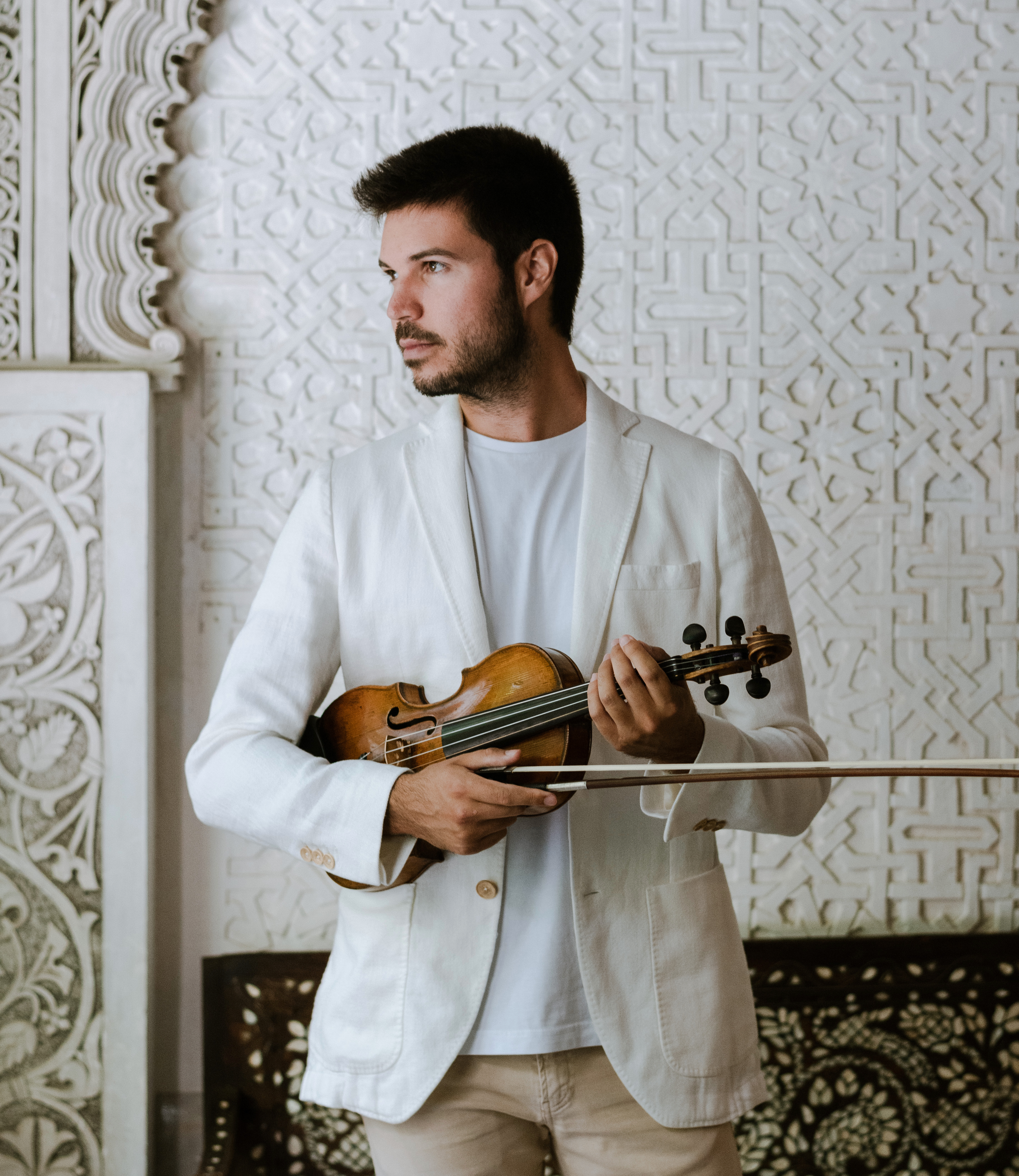
Paco Montalvo en 2021

### Grabaciones en directo
- 2016 - Alma del violín flamenco en vivo

Más de 10.000 personas pudieron vivir en directo este mítico concierto con el que Paco Montalvo inauguró uno los eventos referentes a nivel mundial del flamenco, la Noche Blanca del Flamenco.
- 2019 - Villancico solidario

Paco Montalvo vuelve a colaborar en causas sociales, grabando el villancico Noche de paz a favor del orfanato Lar Tiberiades de Mozambique logrando más de 100.000 visitas en solo unos días. En la grabación participaron 55 niñas y niños de entre 8 y 13 años del Coro de la Fundación Santos Mártires.

### DVD
- 2016 - Alma del violín flamenco en vivo

El DVD Alma del violín flamenco en vivo es el registro en video del histórico concierto de Paco Montalvo grabado el 17 de junio de 2016 en la plaza de las Tendillas de Córdoba.

## Premios
Su primer premio lo recibió con tan solo 11 años y desde entonces ha recibido, entre otros muchos galardones, el Premio Libertad, Premio Bandera de Andalucía otorgado por la Junta de Andalucía. Premio Flamenco “Pepa de Utrera”, que reconoce su aportación original a la nueva música instrumental con raíces flamencas. Premio Internacional Arthur Rubinstein a la excelencia en Interpretación y Composición musical.
| Año  | Premio                                                 | Categoría                           | Resultado |
| ---- | ------------------------------------------------------ | ----------------------------------- | --------- |
| 2020 | Premio Venencia Flamenca por su aportación al flamenco | Música                              | Ganador   |
| 2020 | Medalla de Oro a las Nobles Artes "Premio Averroes"    | Arte                                | Ganador   |
| 2018 | Insignia de Oro Del Real Círculo de la Amistad         | Social                              | Ganador   |
| 2016 | Premio Bandera de Andalucía                            | Música                              | Ganador   |
| 2016 | Premio "Pepa de Utrera"                                | Flamenco del Año                    | Ganador   |
| 2016 | Premio Juan Bernier                                    | Arte                                | Ganador   |
| 2015 | Premio Libertad                                        | Música                              | Ganador   |
| 2013 | "Arthur Rubinstein"                                    | Música                              | Ganador   |
| 2011 | Premio Andaluz del Futuro                              | Cultura                             | Ganador   |
| 2008 | Concurso Internacional Pedro Bote                      | Crítica del Público al Mejor Músico | Ganador   |
| 2006 | Concurso Internacional de Violín, Torres.              | Mejor Violinista                    | Ganador   |
| 2003 | Concurso Juventudes Musicales                          | Mejor Musicalidad                   | Ganador   |
| 2003 | Concurso Juventudes Musicales                          | Mejor Violinista                    | Ganador   |

## Presentaciones internacionales
En mayo de 2006, Montalvo emprende su primer viaje a los Estados Unidos de América seleccionado por “The Stradivari Society” como uno de los jóvenes solistas más destacados del mundo. Actuó en el Concert Hall Stradivari de Chicago, IL. con el violín Stradivarius La Cathédrale de 1707.

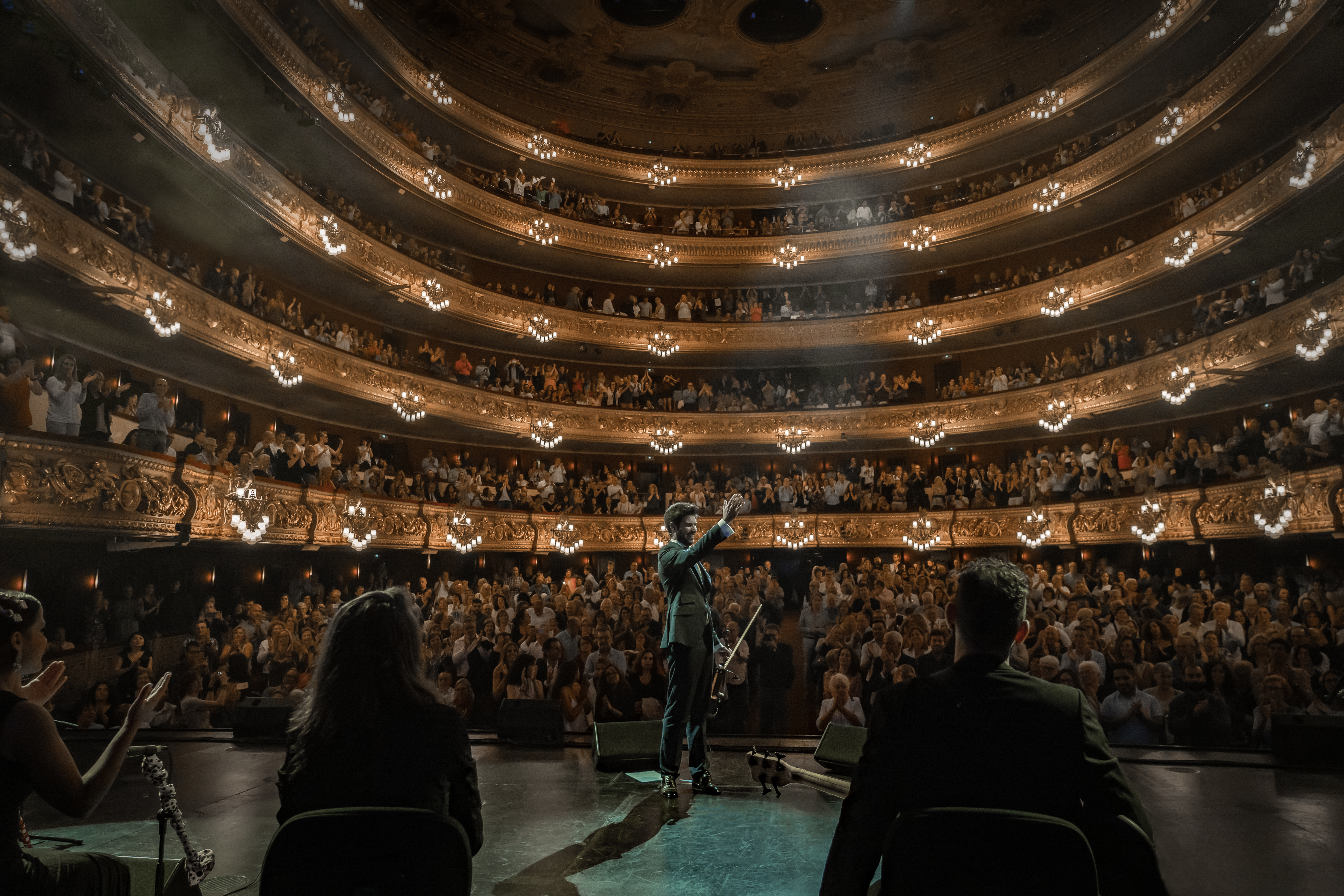
Paco Montalvo en el Gran Teatro del Liceo de Barcelona

En octubre de 2017 Paco Montalvo actúa en el Festival Internacional de Santa Lucía en la Plaza de los Héroes de Monterrey, NL. Presentando por primera vez en México su exitoso espectáculo "Alma del violín flamenco" ante miles de personas. Este concierto fue la clausura del festival y Montalvo obtuvo una gran ovación con el público puesto en pie.
En noviembre de 2014 es presentado en el Congreso Internacional "Mentes Brillantes" como uno de los mejores violinistas del mundo.
En mayo de 2013 la actriz norteamericana Eva Longoria invitó a Paco Montalvo a la gala anual “The Global Gift Gala” en París. En marzo de ese mismo año Montalvo tiene un esperado encuentro con Yael Naim, cantante indie/pop con la que trabajó en varios proyectos. En 2013 también es galardonado con el I premio internacional Arthur Rubinstein, a la excelencia en interpretación y composición musical.
En marzo de 2012 Montalvo viajó por primera vez a Hungría donde actuó como solista junto a la Budapest Strings Orchestra en la serie de conciertos clásicos españoles, interpretando varias de las obras más representativas de Pablo Sarasate en el Palacio del Danubio. En abril de 2012 es invitado por el violinista Shlomo Mintz para actuar en la presentación de "The Violins of Hope" en USA. Este concierto fue retransmitido por la National Public Radio para todo el país.

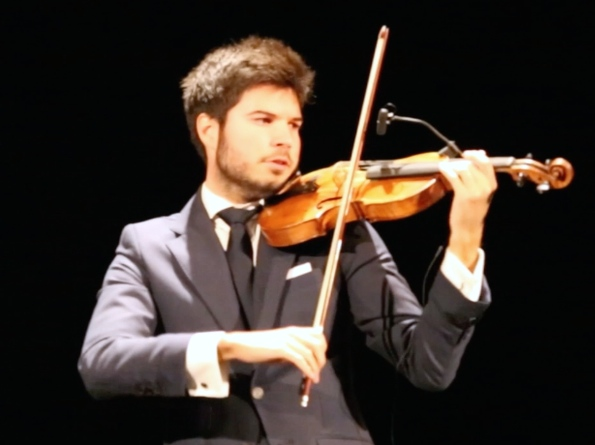
Paco Montalvo Live Concert

En julio de 2013 Paco Montalvo actuó al IX Festival Internacional del Egeo donde interpretó el concierto de Mozart n.º 3 bajo la batuta del director de orquesta Peter Tiboris.
En el año 2009 Paco Montalvo es presentado como embajador cultural para representar a Córdoba como ciudad cultural en una gira por Polonia.
En febrero de 2011 comienza el rodaje de la película “Córdoba, vida y genio”. Fue uno de los protagonistas con algunos de los artistas más reconocidos de esta ciudad como Vicente Amigo o el Pele.
En septiembre de 2007, viajó a La Habana donde hizo su debut con la Orquesta Sinfónica Nacional de Cuba, donde interpretó la sinfonía española de Édouard Lalo por primera vez, bajo la dirección del maestro Juan Luis González.
En enero de 2011, 2012 y 2013, actuó en el Senado de España como artista invitado con motivo del Día Internacional de la Memoria del Holocausto y Prevención de los Crímenes contra la Humanidad.

## Estudios
Con 16 años finalizó todos los estudios de violín en el Conservatorio Superior de Música "Rafael Orozco" logrando la máxima calificación en la especialidad de violín en todos los cursos. Obteniendo su licenciatura a la edad de 18 años lo que le convierte en uno de los licenciados más jóvenes de Europa. Meses después comenzó sus estudios de postgrado, obteniendo un máster en Educación Inclusiva con perfil investigador por la Universidad de Córdoba. 

### Maestros
Paco Montalvo ha sido alumno y ha trabajado con algunos de los más grandes maestros del violín como Jean-Jacques Kantorow, Zakhar Bron, David Russel, Igor Ozim, Mathis Fischer,  Klaus Peter, Victor Pikaizen, Salvatore Accardo, Yuri Volguin, Sally Thomas, Alexander Tronstiansky, Karolina Michalska, Olga Vilkomirskaya, Joel Smirnoff, Serguei Teslia, Ruben Aharonyan, Elena Anguelova, Gonçal Comellas, Luis Gallardo, Serguei Fatkouline, José Gámez, Ara Bogdanian, Pavel Vernikov y Alexander Markov.